# Golfo Caldera
El golfo Caldera es un accidente geográfico ubicado en las islas Tule del Sur de las islas Sandwich del Sur, que separa las islas Thule/Morrell y Cook.
El estrecho San Lesmes, por el sur, y el estrecho Douglas, por el norte, vinculan a este golfo con el resto del océano Atlántico Sur.

## Geografía
Se piensa que las islas Thule/Morrell y Cook pudieron haber sido una sola isla más grande en el pasado, ya que hay evidencia que demuestra que el golfo caldera es un cráter volcánico invadido por el mar, con más de 600 metros de profundidad, 4,3 km de largo y 4,8 km de ancho. De hecho, se considera al grupo Thule del Sur como remanentes erosionados de una isla más grande, siendo geológicamente basáltica y dacítica.
En 1962 se informó de la presencia de vapor del cráter y ceniza en su flanco. El calor volcánico mantiene el cráter en la isla libre de hielo. Igualmente, en algunos inviernos incluso es posible caminar sobre el golfo debido a la gruesa capa congelada que cubre sus aguas.

## Historia
En noviembre de 1976, el rompehielos ARA General San Martín embicado en el hielo en la roca Twitcher efectuó un relevamiento expeditivo con apoyo satelital, realizando sondajes del golfo Caldera y rocas cercanas.
En la costa sur del golfo se encuentra la península Corbeta Uruguay de la isla Thule o Morrell donde entre se ubicó la base Corbeta Uruguay. Dicha base funcionó entre noviembre de 1976 y junio de 1982, cuando las fuerzas militares británicas invadieron las Sandwich del Sur y pusieron fin a la presencia argentina en la isla Morrell.
La mayoría de las construcciones de la base estaban emplazadas en línea recta y paralelas a la costa acantilada del golfo Caldera.
En enero de 1981, el ARA Bahía Aguirre realizó tareas de sondeo en el golfo.
Las islas se encuentran deshabitadas, y como el resto de las Sandwich del Sur son reclamadas por el Reino Unido que la hace parte del territorio británico de ultramar de las Islas Georgias del Sur y Sandwich del Sur, y por la República Argentina, que la hace parte del departamento Islas del Atlántico Sur dentro de la provincia de Tierra del Fuego, Antártida e Islas del Atlántico Sur.

## Fauna
Se ha descrito la presencia de lobos marinos de dos pelos (Arctophoca australis), focas leopardo (Hydrurga leptonyx), focas de Weddell (Leptonychotes weddellii) y pingüinos en las aguas y costas del golfo.